# فوجیوارا نو هیده‌ساتو
فوجیوارا نو هیده‌ساتو (انگلیسی: Fujiwara no Hidesato؛ زادهٔ ۱ ژانویهٔ ۰۹۰۰) کوگه (مقام اشرافی) در دوره هی‌آن اهل ژاپن است. وی به امپراتور سوزاکو خدمت می‌کرد.